# レシニフェラトキシン
レシニフェラトキシン（resiniferatoxin、RTX）は、天然に存在するバニロイド受容体アゴニストである。痛覚に関与する一次求心性知覚性ニューロンの亜種に存在するバニロイド受容体を活性化する。RTXは知覚性ニューロンの細胞膜に存在するイオンチャンネル — TRPV1 — に作用し、カチオン（主にカルシウム陽イオン）を透過させるように変化させる。これによって強力な炎症作用とそれに続く脱感作および鎮痛が引き起こされる。モロッコ原産のトウダイグサ科植物であるハッカクキリン Euphorbia resinifera に高濃度に含まれる。

## 全合成
(+)-レシニフェラトキシンの全合成は1997年にスタンフォード大学のウェンダーらのグループによって達成された。2007年現在で、これがダフナン類に分類される分子の唯一の全合成の報告例である。

## 毒性
RTXは毒性があり、容易に化学性の火傷を起こす。ラットに対する動物実験では148ｍg/kg程度の摂取で致死あるいは健康に対して重大な被害を起こすことが示されている。園芸種としても流通しているハッカクキリンに含有されることから、この植物を扱う際には注意を要する。特に挿し木をする場合、必ず植物体の切り口が生じ、そこから本成分を含む草液が染み出るので触れないよう注意しなければならない。

## 利用
高濃度のRTXを含む、前述のハッカクキリンの乳液から新たな鎮痛剤をデザインするための研究がアメリカ国立衛生研究所 (NIH) やペンシルベニア大学で行われている。
RTXは神経のTRPV1受容体に結合すると、神経細胞のイオンチャンネルをこじ開け、大量のカルシウムを流入させることで、痛覚神経末端が不活性化する。一方でほかの感覚ニューロンには影響がない。このためオピオイドに見られる便秘や鎮静、呼吸障害といった副作用がなく、また、強化も起きず、依存性もないとされる。
このため、関節痛などの局所的な痛みの治療や、終末期医療への応用が研究されている。